# Dein Spiegel
Dein Spiegel – Einfach mehr Wissen (Eigenschreibweise: Dein SPIEGEL, früherer Slogan: Dein Spiegel – Die Welt verstehen) ist eine monatlich erscheinende Kinderzeitschrift des Spiegel-Verlags. Sie richtet sich vorwiegend an die Altersgruppe der 8- bis 14-Jährigen. Die verkaufte Auflage beträgt 31.429 Exemplare, ein Minus von 53,3 Prozent seit 2011.
Konzipiert wurde die Zeitschrift vom stellvertretenden Spiegel-Chefredakteur Martin Doerry und den Spiegel-Redakteuren Ansbert Kneip und Bettina Stiekel. Textbeiträge werden von Spiegel-Redakteuren aus allen Ressorts des Nachrichtenmagazins verfasst und durch von Kinderreportern geführte Interviews ergänzt.
Die erste Ausgabe des Magazins erschien am 1. September 2009 mit 86 Innenseiten in einer Druckauflage von 150.000 Exemplaren. Themenschwerpunkt des Heftes war die Bundestagswahl 2009. Die Zeitschrift behandelt die Themenkomplexe Politik, Menschen, Natur und Technik, Wirtschaft, Kultur und Sport in kindgerechter Aufbereitung. Ab der zweiten Ausgabe wurde der Slogan der Zeitschrift von „Die Welt verstehen“ auf „Einfach mehr Wissen“ umgeändert.